# Santa Lucía (Intibucá)
Santa Lucía (uit het Spaans: "Sint-Lucia") is een gemeente (gemeentecode 1015) in het departement Intibucá in Honduras. De gemeente grenst aan El Salvador.
Het dorp werd in 1700 gesticht op een landgoed dat San Blas del Real heette.
De gemeente ligt ten noorden van de rivier Torola. Ten zuiden van het dorp ligt de berg El Coyol.

## Bevolking
De bevolking is als volgt verdeeld:
| Vrouwen | 2935 | 54,5% |
| Mannen  | 2447 | 45,5% |

## Dorpen
De gemeente bestaat uit zes dorpen (aldea), waarvan het grootste qua inwoneraantal: Santa Lucía (code 101501).